# Брюшвіль
Брюшві́ль (фр. Brucheville) — колишній муніципалітет у Франції, у регіоні Нормандія, департамент Манш. Населення — 146 осіб (2011).
Муніципалітет розташований на відстані близько 270 км на захід від Парижа, 65 км на захід від Кана, 30 км на північ від Сен-Ло.

## Історія
До 2015 року муніципалітет перебував у складі регіону Нижня Нормандія. Від 1 січня 2016 року належить до нового об'єднаного регіону Нормандія.
1-1-2019 Брюшвіль, Ка, Монмартен-ан-Грень, Сен-Ілер-Петітвіль i В'єрвіль було приєднано до муніципалітету Карантан-ле-Маре.

## Демографія
Динаміка населення (Insee ):
Розподіл населення за віком та статтю (2006):
| Стать | Всього | До 15 років | 15-24 | 25-44 | 45-64 | 65-85 | Понад 85 |
| --- | ------ | ----------- | ----- | ----- | ----- | ----- | -------- |
| Чоловіки | 64     | 12          | 4     | 8     | 32    | 8     | 0        |
| Жінки | 80     | 16          | 16    | 24    | 12    | 8     | 4        |
| \| Статево-вікова піраміда \| Статево-вікова піраміда \| Статево-вікова піраміда \| \| ----------------------- \| ----------------------- \| ----------------------- \| \| Чоловіки \| Вік \| Жінки \| \| 0 \| 85 + \| 4 \| \| 4 \| 80-84 \| 8 \| \| 0 \| 75-79 \| 0 \| \| 0 \| 70-74 \| 0 \| \| 4 \| 65-69 \| 0 \| \| 4 \| 60-64 \| 0 \| \| 8 \| 55-59 \| 8 \| \| 16 \| 50-54 \| 4 \| \| 4 \| 45-49 \| 0 \| \| 4 \| 40-44 \| 16 \| \| 0 \| 35-39 \| 4 \| \| 0 \| 30-34 \| 0 \| \| 4 \| 25-29 \| 4 \| \| 0 \| 20-24 \| 4 \| \| 4 \| 15-20 \| 12 \| \| 4 \| 10-14 \| 8 \| \| 4 \| 5-9 \| 8 \| \| 4 \| 0-4 \| 0 \| |        |             |       |       |       |       |          |
| Статево-вікова піраміда |        |             |       |       |       |       |          |
| Чоловіки | Вік    | Жінки       |       |       |       |       |          |
| 0 | 85 +   | 4           |       |       |       |       |          |
| 4 | 80-84  | 8           |       |       |       |       |          |
| 0 | 75-79  | 0           |       |       |       |       |          |
| 0 | 70-74  | 0           |       |       |       |       |          |
| 4 | 65-69  | 0           |       |       |       |       |          |
| 4 | 60-64  | 0           |       |       |       |       |          |
| 8 | 55-59  | 8           |       |       |       |       |          |
| 16 | 50-54  | 4           |       |       |       |       |          |
| 4 | 45-49  | 0           |       |       |       |       |          |
| 4 | 40-44  | 16          |       |       |       |       |          |
| 0 | 35-39  | 4           |       |       |       |       |          |
| 0 | 30-34  | 0           |       |       |       |       |          |
| 4 | 25-29  | 4           |       |       |       |       |          |
| 0 | 20-24  | 4           |       |       |       |       |          |
| 4 | 15-20  | 12          |       |       |       |       |          |
| 4 | 10-14  | 8           |       |       |       |       |          |
| 4 | 5-9    | 8           |       |       |       |       |          |
| 4 | 0-4    | 0           |       |       |       |       |          |

## Економіка
2010 року серед 100 осіб працездатного віку (15—64 років) 69 були активними, 31 — неактивною (показник активності 69,0%, у 1999 році було 84,3%). З 69 активних мешканців працювали 63 особи (40 чоловіків та 23 жінки), безробітними було 6 (3 чоловіки та 3 жінки). Серед 31 неактивної 12 осіб було учнями чи студентами, 13 — пенсіонерами, 6 були неактивними з інших причин.

У 2010 році в муніципалітеті числилось 58 оподаткованих домогосподарств, у яких проживали 142,0 особи, медіана доходів виносила 16 296 євро на одного особоспоживача